# Чёрный пенни
«Чёрный пе́нни» (англ. Penny Black) — первая в истории почтовая марка стандартного типа. Выполнена в чёрном цвете и имеет достоинство в 1 пенни (отсюда название). Первые почтовые марки, а также штемпельные конверты увидели свет в Англии в 1840 году. Их появление было обусловлено введением унифицированного дешёвого тарифа на письма и связано с именем Роуленда Хилла (1795—1879).

## Изобретение первой марки
Хотя идею использования наклеиваемых почтовых марок оспаривал книгопродавец Джеймс Чалмерс (1782—1853), изобретение марок приписывают Роуленду Хиллу, впоследствии английскому генерал-почтмейстеру.
Мать Хилла работала на почте и рассказывала сыну о недостатках почтовой системы и дороговизне оплаты. 6 января 1837 года Хилл выдвинул идею единообразного почтового тарифа, оплачиваемого отправителем, выпустив памфлет «Реформа почты, её значение и целесообразность» («Post Office Reform: Its Importance and Practicability»). Проект Хилла предусматривал почтовую марку:

Возможно, эта проблема (использования маркированных конвертов в определённых случаях) может быть устранена посредством кусочка бумаги, настолько маленького, чтобы только разместить на нем печать, и покрытого с обратной стороны клеевым слоем, который отправитель может, слегка увлажнив, приклеить к оборотной стороне письма, с тем чтобы избежать необходимости перенаправлять его.
Оригинальный текст (англ.)Perhaps this difficulty (of using stamped envelopes in certain cases) might be obviated by using a bit of paper just large enough to bear the stamp and covered at the back with a glutinous wash, which the bringer might, by the application of a little moisture, attach to the back of the letter, so as to avoid the necessity of re-directing it.

Для осуществления проекта потребовалось три года, в течение которых проводились агитация в печати, на собраниях, подача петиций в парламент Великобритании, создание союзов, призывавших введение «пенни-порто» (penny-porto — почтовый сбор в 1 пенни).
Для изучения пенни-порто и развития почтовой связи парламент ещё в 1835 году создал комиссию, в которую Р. Хилл представил свою записку в 1837 году. Несмотря на сложности в принятии идей Хилла, комиссия приняла его предложения, содержавшие программу реформы почты, и британский парламент законодательно закрепил новую концепцию 7 августа 1839 года. В том же году с Хиллом был подписан двухгодичный контракт для претворения новой почтовой системы в жизнь.
В 1840 году правительство учредило почтовую «пенни-службу», существенно понизив тарифы оплаты почтовой корреспонденции. В начале того же года стали распространяться предоплаченные конверты, выполненные по эскизу Уильяма Мюльреди (1786—1863), но не получившие популярности.

## История выпуска
Благодаря усилиям Р. Хилла, 6 мая 1840 года были выпущены первые почтовые марки, вошедшие в историю под названием «Чёрный пенни». В специальном конкурсе проектов первой почтовой марки и конвертов, на который было представлено в общей сложности 2700 предложений, победил проект Чарлза и Фредерика Хи́тов и Генри Коула.
Часть тиража однопенсовых марок продавалась до первого официального дня их выпуска — начиная с 1 мая. По-видимому, одновременно были изготовлены двухпенсовые марки с тем же рисунком, но отпечатанные синей краской. Первые свидетельства о «Синем двухпенсовике» относятся к 8 мая 1840 года, что может означать, что двухпенсовые марки начали продавать двумя днями позднее. Однако встречаются сведения о письмах, посланных 2 мая, на которых были наклеены марки чёрного цвета стоимостью 1 пенни и синего — 2 пенса.
Почтовая реформа и введение марок способствовали росту почтового сообщения в Англии (с 75 миллионов писем в 1839 году до 168 миллионов в 1840 году), облегчению обработки почтовых отправлений и упрощению расчёта оплаты за них. Благодаря успеху реформы Роуленд Хилл был принят на почтовую службу, став в 1854 году генеральным секретарём английского почтмейстерства, и получил в подарок от правительства 20 000 фунтов. В Лондоне установлен памятник Хиллу, а его прах покоится в Вестминстерском аббатстве рядом с прахом изобретателя производительной паровой машины Джеймса Уатта.
Вслед за Англией марки начали вводиться и в других странах: в 1843 году — в кантонах Цюрихе и Женеве и в Бразилии, в 1849 году — в Баварии и т. д.

## Описание
Первые в мире марки были напечатаны металлографическим способом. На них имелись две надписи: «Postage» («Почтовый сбор») и «One penny» («Один пенни», для указания стоимости). Рисунок для «Чёрного пенни» с изображением профиля королевы Виктории (1819—1901) был выгравирован Чарлзом и Фредериком Хи́тами по эскизу Генри Коула, который, в свою очередь, сделан на основе медальона работы Уильяма Вайона (1795—1851).
В нижних углах марки были напечатаны буквы, которые свидетельствовали о положении марки на марочном листе, то есть ряд, в котором она находилась, и её место в ряду.

## Редкость и цены
Марка была отпечатана с одиннадцати печатных плит (пластин). Пластина № 1 в процессе печати стёрлась, и её пришлось заменить; старая и новая пластины известны как № 1a и № 1b. Пластину № 11 планировалось использовать только для печати красной марки (более новой, 1841 года выпуска, известной как «Красный пенни»), но небольшое количество чёрных марок всё же было отпечатано с этой пластины. Сейчас они очень редки.
Всего было отпечатано 286 700 листов с 68 808 000 марок, и значительная их часть (не менее нескольких процентов) дошла до наших дней. Так много марок сохранилось, потому что конверты в то время не были распространены: отправители наклеивали марку прямо на сложенное и запечатанное письмо. Если получатель не выбрасывал письмо, марка сохранялась.
Известно, что в 1840 году Дж. Э. Грей (1800—1875) приобрёл «Чёрный пенни» в блоках по четыре штуки, став тем самым первым известным коллекционером почтовых марок.
Хотя «Чёрный пенни» нельзя назвать редкой маркой, многие филателисты хотят иметь её у себя в коллекции из-за исторической значимости этой марки. По состоянию на 2007 год, гашёный «Чёрный пенни» стоит от $10 до $200, в зависимости от сохранности марки. Цена чистого «Чёрного пенни» в хорошем состоянии может достигать £20 625 (торги в благотворительных целях на аукционе Сотбис от 6 марта 2009 года). Обнаруженная в 2001 году первая известная открытка «Penny Penates», прошедшая почту и франкированная «Чёрным пенни», была продана за сумму свыше 30 тысяч фунтов стерлингов.

## Память
Юбилеи выхода в свет первой в мире почтовой марки широко отмечаются выпусками коммеморативных марок, блоков, конвертов первого дня, почтовых карточек. К юбилейным датам приурочивают филателистические выставки. Так, в связи со 150-летием со дня появления «Чёрного пенни» проходила Всемирная филателистическая выставка «Лондон-90», которая была организована в столице Соединённого королевства с 3 по 13 мая 1990 года.
|  | Символы почты — почтовый пароходо-фрегат и украшенный геральдическим венком почтовый рожок. Цветы в венке символизируют четыре историко-географические области Великобритании: дикая роза — Англию, бледно-желтый нарцисс — Уэльс, чертополох — Шотландию и примула — Северную Ирландию (ЦФА [АО «Марка»] № 6186) |
|  | На полях малого листа — эмблема Всемирной филателистической выставки «Лондон-90» (ЦФА [АО «Марка»] № 6187) |
|  | Эмблема Всемирной филателистической выставки «Лондон-90» на фоне условного изображения земного шара, обрамлённого лентой с памятным текстом (ЦФА [АО «Марка»] № 6188) |
|  | На полях почтового блока — башня здания парламента Великобритании в Лондоне и средства перевозки почты — почтовая карета и парусно-паровой корабль (ЦФА [АО «Марка»] № 6189) |